# Rotationsverdichter
In einem Verdichter wird ein gasförmiges Fluid mit niedrigem Druck angesaugt und auf einen höheren Druck verdichtet. Verdichter mit rotierenden Kolben werden Rotations- oder auch Umlaufverdichter genannt. Rotationsverdichter werden hauptsächlich im Kleinkältebereich für Kühlschränke, Tiefkühltruhen und Raumklimageräte verwendet.
Bei den Verdichtern wird zwischen offenen, halbhermetischen und hermetischen Ausführungen unterschieden. Dabei ist die Funktionsweise des Verdichters nicht ausschlaggebend. Die Bezeichnung weist nur auf das Verhältnis von Verdichter und Antriebsmotor hin.

## Wirkungsweise des Rotationsverdichters (Rollkolbenverdichters)

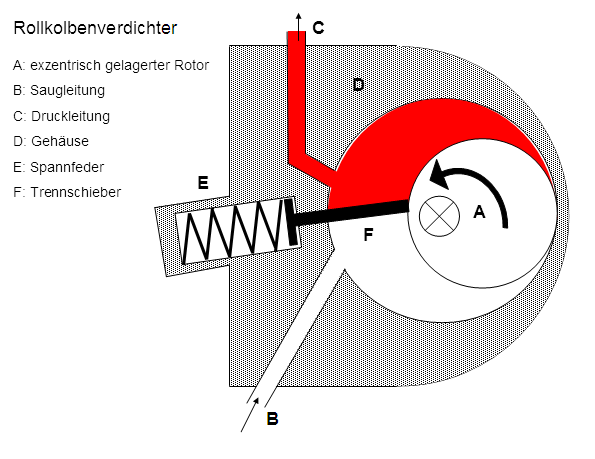
Rotationsverdichter

Ein Rotationsverdichter besteht im Wesentlichen aus vier Komponenten – dem Gehäuse, einem exzentrisch gelagerten Rotor und einem Trennschieber, der zusammen mit einer Schraubenfeder innerhalb des Gehäuses sitzt. Die Feder hat dabei die Funktion, den Trennschieber stets gegen den Rotor zu drücken. 
Der Rotor drückt das komprimierte Gas oberhalb des Trennschiebers in die Heißgasleitung. Unterhalb des Schiebers strömt angesaugtes Gas in das Gehäuse ein. Durch den Trennschieber, der sich mit dem Takt des umlaufenden Rotors hin- und herbewegt, wird jeweils die Saug- von der Druckseite abgedichtet.

### Mehrkammer-Rotationsverdichter

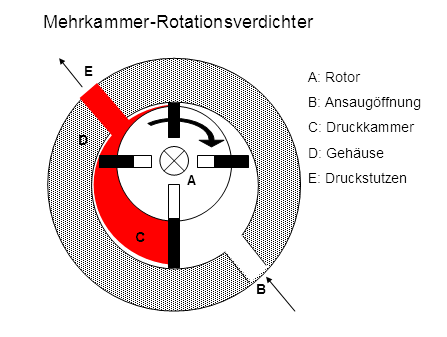
Querschnitt durch einen Mehrkammer-Rotationsverdichter

Eine Variante des Rotationsverdichters ist der Mehrkammer-Rotationsverdichter – auch Umlauf- oder Zellenverdichter genannt. Die Achse des Rotors ist wiederum exzentrisch in Richtung des Druckstutzens positioniert, der Rotor selbst sitzt bei diesem Verdichtertyp aber konzentrisch darauf. In dem Rotor sind mehrere Schieber eingesetzt, die durch Fliehkraft oder über Federn gegen die Gehäusewand gedrückt werden. Diese Trennschieber bilden Kammern, deren Volumen sich während der Drehung des Rotors verändert. 
Auf der Saugseite ist das Kammervolumen am größten, bei einer weiteren Drehung zur Druckseite verkleinert es sich, komprimiert dadurch das enthaltene gasförmige Fluid und stößt es über den Druckstutzen aus. Auf der jeweils gegenüberliegenden Kammer wird dagegen ein zunehmender Unterdruck erzeugt, der die Zufuhr des Gases aus dem Ansaugstutzen gewährleistet.
Ein geringes Restvolumen, welches zwischen dem rotierenden Kolben und dem Gehäuse eingeschlossen ist, expandiert nach dem Ausschieben des Gases wieder und verringert damit das Ansaugvolumen. Diese Verringerung des Liefergrades ist abhängig vom Druckverhältnis der Verdichtung.